# Mahmoud Hotaki
Pour les articles homonymes, voir Mahmoud, Mahmûd ou Mahmud.
Mir Mahmoud Hotaki (v. 1697 - 22 avril 1725) est le fils de Mirwais Khan Hotaki de Kandahar (Afghanistan). 

## Biographie
Après avoir pris le pouvoir, il envahit la Perse safavide en 1722 et marche sur la capitale, Ispahan. Cette même année, l'armée afghane bat les Safavides à Gulnabad et établit ainsi son pouvoir sur l'Iran. Après le siège d'Ispahan, le souverain perse Soltan Hossein est obligé de se rendre et abdique. Mahmoud fait tuer le 8 février 1725 les six frères du chah, tandis que le fils d'Hossein, Tahmasp II, s'échappe et continue la lutte. Mahmoud meurt le 22 avril 1725. Trois jours après, son cousin Ashraf Ghilzai prend le pouvoir et lui succède.